# Olho-branco-das-bonim
O olho-branco-das-bonim (nome científico: Apalopteron familiare) é uma espécie de ave endêmica das Ilhas Ogasawara no Japão.

## Taxonomia
O olho-branco-das-bonim foi descrito por  Heinrich von Kittlitz em 1830 com base em espécimes coletados em Chichi-jima nas Ilhas Bonim. Kittlitz colocou a espécie entre os bulbul (família Pycnonotidae) do gênero Ixos. Ele deu à espécie o nome específico "familiare" do latim para familiar ou amigável, já que a espécie foi a primeira ave que os visitantes encontraram, muito parecido com o pardal-doméstico na Europa. Em 1854, Charles Lucien Bonaparte mudou-o para seu próprio gênero, Apalopteron. O nome é derivado do grego antigo "hapalos" para delicado e "ptilon" para pena. Bonaparte também o colocou com os tagarelas do Velho Mundo, então um subgrupo (Timaliídeos) de uma família ampliada de toutinegras do Velho Mundo (Sylviidae). Richard Bowdler Sharpe mudou-o de volta para a família bulbul em 1882 e o colocou no gênero Pycnonotus. Foi transferido de volta para os tagarelas novamente por Jean Théodore Delacour em 1946, antes de Herbert Girton Deignan colocá-lo com os Melifagídeos da Australásia (família Meliphagidae) em 1958, com base na estrutura da língua, formato do bico, estrutura do ninho e um número de outras características morfológicas.